# Paulina Gálvez (attrice)
Paulina Gálvez (Santiago del Cile, 14 settembre 1969) è un'attrice e ballerina spagnola.

## Biografia
Paulina è nata a Santiago del Cile in Cile il 14 settembre 1969 da madre cilena e padre spagnolo, entrambi economisti, ed è cresciuta in Spagna dall'età di 8 anni. La sua carriera artistica è iniziata a Madrid, come ballerina di flamenco e nel 1990 ha iniziato a recitare sul grande schermo. Da allora ha lavorato in film, opere teatrali e serie TV, con registi e attori internazionali come Javier Bardem, Jordi Moya, Rick Schroeder, Federico Luppi.
Nel 2001 recitò nel film Honolulu Baby di e con Maurizio Nichetti mentre l'anno successivo prese parte al film L'appartamento spagnolo nel ruolo di un'insegnante di flamenco.
Paulina Gálvez ha ricevuto numerosi premi in festival cinematografici internazionali e nomination tra cui i Premi Goya in Spagna. In televisione ha lavorato in oltre trenta produzioni tra Europa, Stati Uniti e Sud America. Tra questi, Central Hospital, Queen of swords, RPM Miami, El Cartel e Dueños del Paraiso. Paulina ha anche fatto parte del cast della serie televisiva spagnola L'ambasciata e l'americana The Purge. Recentemente ha partecipato alla serie Maiorca Crime e al film Stoyan.

### Attività teatrale
Il suo debutto teatrale è avvenuto nel 1992 con la prestigiosa compagnia catalana Els Joglars con la quale ha viaggiato in Europa e nelle Americhe per quasi due anni portando in scena la commedia I have a uncle in America. Paulina Gálvez ha prodotto, diretto e interpretato vari spettacoli. Il monologo Taitantos di Olga Iglesias e lo spettacolo Nessuno ti conosce come me sono produzioni teatrali realizzati la compagnia Cuz Cuz Productions, di sua proprietà.

### Vita privata
Dal 2007 al 2009 è stata sposata con l'attore cubano Alexis Valdés, con il quale ha avuto due figli, America e Leonardo, nati rispettivamente nel 2002 e nel 2003.

## Filmografia

### Cinema
- Bazar Viena regia di Amalio Cuevas (1990)
- Pari e patta (Koš ba koš), regia di Bahtiër Hudojnazarov (1993)
- Il detective e la morte (El detective y la muerte), regia di Gonzalo Suárez (1994)
- Retrato de mujer con hombre al fondo, regia di Manane Rodríguez (1997)
- Tuve un sueño contigo, regia di Gonzalo Justiniano (1999)
- Tatawo, regia di Jo Sol (2000)
- Honolulu Baby, regia di Maurizio Nichetti (2001)
- L'appartamento spagnolo (L'auberge espagnole), regia di Cédric Klapisch (2002)
- Rottweiler, regia di Brian Yuzna (2004)
- Il volto del terrore (Face of Terror), regia di Bryan Goeres (2004)
- Cien maneras de acabar con el amor, regia di Vicente Pérez Herrero (2004)
- The Nun (La Monja), regia di Luis de la Madrid (2005)
- Un rey en La Habana, regia di Alexis Valdés (2005)
- Faltas leves, regia di Jaume Bayarri e Manuel Valls (2006)
- Monógamo sucesivo, regia di Pablo Basulto (2006)
- Un cuento para Olivia, regia di Manane Rodríguez (2008)
- Adiós Carmen, regia di Mohamed Amin Benamraoui (2013)
- De chica en chica, regia di Sonia Sebastián (2015)
- Sequestro (Secuestro), regia di Mar Targarona (2016)
- El collar de sal, regia di Vicente Perez Herrero (2017)
- Lo sbirro di Belleville (Bellevile Cop), regia di Rachid Bouchareb (2018)
- God's Waiting Room, regia di Tyler Riggs (2021)
- Stoyan, regia di Roberto Ruiz Céspedes (2021)
- Agua, regia di Vicente Pérez Herrero (2022)
- Rainbow, regia di Paco León (2022)
- Desperation Road, regia di Nadine Crocker (2022)

### Televisione
- Orden especial - serie TV (1992)
- Tango - serie TV (1992)
- Poblenou - serie TV (1994)
- Hospital - serie TV (1996)
- Sitges - serie TV, 1 episodio (1996)
- La banda de Pérez - serie TV,1 episodio (1997)
- El Secreto de la Porcelana - serie TV (1999)
- La rosa de piedra - film TV (1999)
- Raquel busca su sitio - serie TV (2000)
- La regina di spade - serie TV, 22 episodi (2000-2001)
- Hospital Central - serie TV, 14 episodi (2002)
- Flamenco der Liebe - film TV (2002)
- Al filo de la ley - serie TV (2005)
- Projecte Cassandra - film TV (2005)
- El precio de una Miss - film TV (2005)
- Hermanos y detectives - serie TV (2007)
- Tren Hotel - film TV (2007)
- El cartel de los sapos  - serie TV, 1 episodio (2008)
- Acusados - serie TV (2009)
- El cartel 2 - La guerra total - serie TV (2010)
- La casa de al lado - serie TV (2011)
- RPM Miami - serie TV (2011)
- Grachi - telenovela (2012)
- El Capo - serie TV (2012)
- Reina de corazones - serie TV (2014)
- Demente Criminal - serie TV (2015)
- Dueños del paraíso - telenovela (2015)
- L'ambasciata - serie TV, 3 episodi (2016)
- The Purge - serie TV, 5 episodi (2018)
- Desaparecidos - serie TV (2020)
- Maiorca Crime - serie televisiva, episodio 2x06 (2021)
- Panhandle - serie TV, 5 episodi (2022)
- The Blacklist - serie TV, 1 episodio (2023)
- Galgos - serie TV (2023)
- Stags - serie TV, 6 episodi (2024)

## Regista

### Cortometraggi
- La llamada (2019)
- Buscando a Julieta (2021)

### Teatro
- Too young to be a widow, Theatre Row, New York (2022)
- Buscando a Julieta, Microtheater on Tour, Miami (2022)
- La Indiana (2022)

## Doppiatrici italiane
Nelle versioni in italiano delle opere in cui ha recitato, Paulina Gálvez è stata doppiata da:
- Cristina Giolitti in Rottweiler
- Renata Bertolas in The Purge
- Pinella Dragani in La regina di spade

## Riconoscimenti
- 1998 – Premio Goya
  - Candidatura come miglior attrice rivelazione con Retrato de mujer con hombre (1997)

- 2003 – Premio Biarritz International Festival of Latin American Cinema
  - come miglior attrice con Sub terra

- 2004 – Premio Artist and Entertainment Critics Awards, Chile
  - Candidatura come miglior attrice con Sub terra

- 2004 – Premio Lleida Latin-American Film 
  - miglior attrice con Sub terra (2003)